# Mrk 809
| Mrk 809                                                                                                  | Mrk 809                   |
| --- | ------------------------- |
| |                           |
| SDSS-Aufnahme                                                                                            |                           |
| Beobachtungsdaten Äquinoktium: J2000.0                                                                   |                           |
| Sternbild                                                                                                | Bootes                    |
| Rektaszension                                                                                            | 14h 22m 33s               |
| Deklination                                                                                              | +13° 43′,0                |
| Physikalische Daten                                                                                      |                           |
| Rotverschiebung                                                                                          | ca. 0,026                 |
| Heliozentrische Radialgeschwindigkeit                                                                    | ca. 7700 km/s             |
| Entfernung                                                                                               | ca. 110 Mpc ca. 360 MLj   |
| Geschichte                                                                                               |                           |
| Entdeckung                                                                                               | Lewis Swift, 4. Juni 1886 |
| Bezeichnungen und Katalogeinträge                                                                        |                           |
| KPG 424 • KUG 1420+139 • UGC 9207 • CGCG 75-23 • IRAS 14201+1356 Mrk 809W: PGC 51360 Mrk 809E: PGC 93125 |                           |

Mrk 809 ist ein verschmelzendes Galaxienpaar im Sternbild Bootes, etwa 100 Millionen Parsec entfernt, das zu den Markarian-Galaxien gezählt wird.
Der Eintrag NGC 5591 im New General Catalogue geht auf eine Beobachtung dieses Objekts durch Lewis Swift vom 4. Juni 1886 zurück. Vermutlich sah er damals nur den Kern der westlichen, helleren Galaxie.